# Malayopython
Malayopython är ett släkte i familjen pytonormar med två arter som förekommer i Sydostasien. Båda arter ingick tidigare i släktet Python. Teorin att båda arter föreställer en evolutionär utvecklingsgren (klad) publicerades 2008 och 2014 utfördes den vetenskapliga beskrivningen för släktet.
Arterna är:
- Nätpyton (Malayopython reticulatus)
- Malayopython timoriensis

Individerna når oftast en längd över 3 meter och nätpyton kan bli upp till 8 meter lång.
Nätpyton förekommer på det sydostasiatiska fastlandet från sydöstra Bangladesh till centrala Vietnam samt över Malackahalvön och Sundaöarna till Moluckerna. Malayopython timoriensis hittas på öarna Flores och Lomblen (direkt öster om Flores) men det är oklart om den finns kvar på Timor. Habitatet varierar mellan gräsmarker, skogar och odlingsmark. Arterna hittas ganska ofta nära människans samhällen.
Dessa ormar jagar olika däggdjur. I enstaka fall kan en nätpyton äta en människa. Honor lägger ägg.
IUCN listar nätpyton som livskraftig (LC) men utförde ingen bedömning för Malayopython timoriensis.